# Andreas Pfeifer (General)

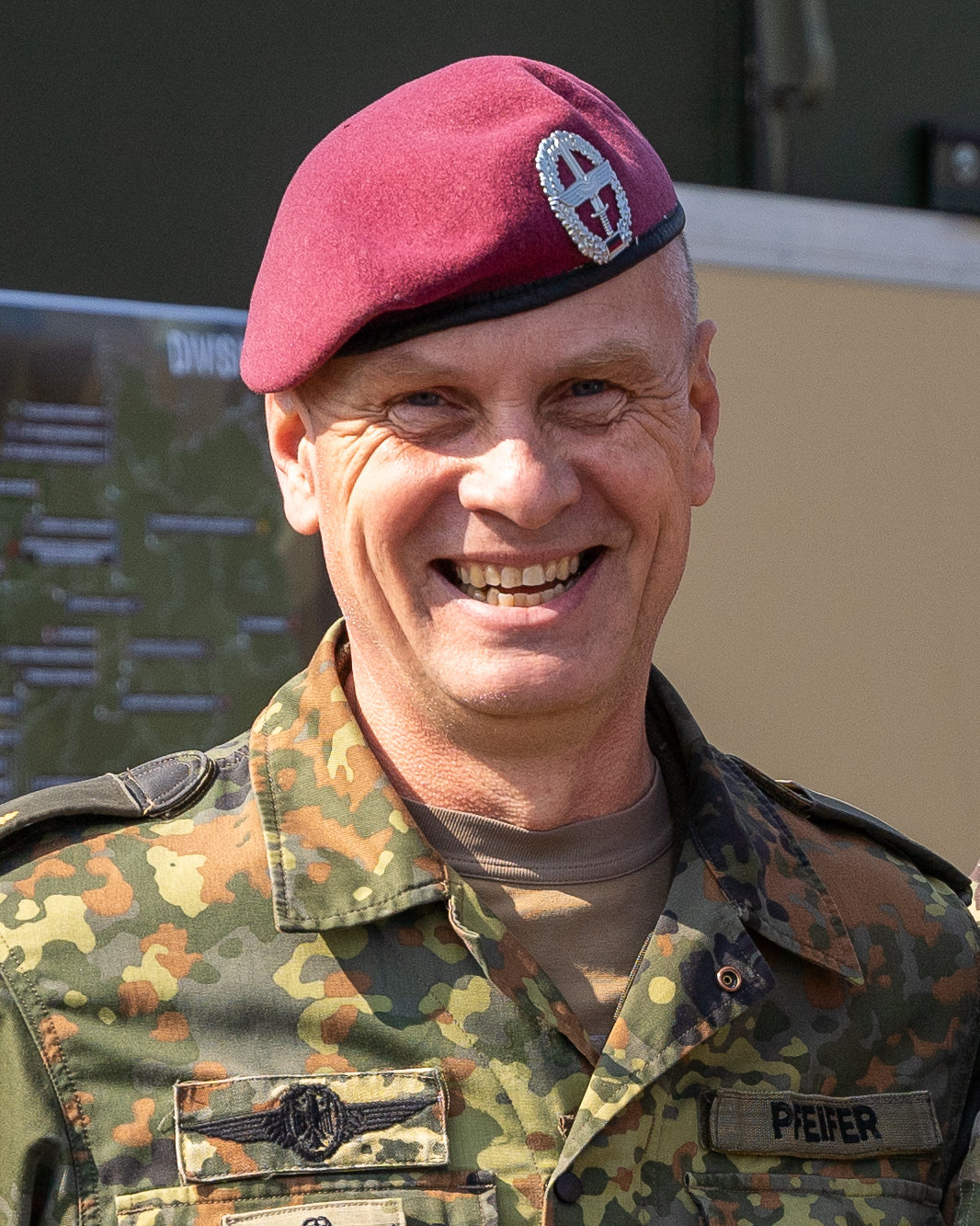
Andreas Pfeifer, 2022

Andreas Christian Wolfgang Pfeifer (* 6. Februar 1965 in Hannover) ist ein Brigadegeneral des Heeres der Bundeswehr und seit Juli 2022 Abteilungsleiter J3/5 im Einsatzführungskommando der Bundeswehr.

## Leben

### Ausbildung und erste Verwendungen
Pfeifer trat 1984 als Offizieranwärter der Heeresfliegertruppe in die Bundeswehr ein und absolvierte die Offizierausbildung zum Offizier des Truppendienstes. Er studierte von 1985 bis 1989 Luft- und Raumfahrttechnik an der Universität der Bundeswehr München. Das Studium schloss er als Diplom-Ingenieur ab und in den Jahren 1990 und 1991 folgte die fliegerische Ausbildung in den Vereinigten Staaten und Deutschland. Anschließend war Pfeifer von 1991 bis 1993 Einsatzpilot im Transporthubschrauberregiment 10 „Lüneburger Heide“ in Faßberg. Danach war er Staffelkapitän der 1. Staffel der Luftfahrzeugtechnischen Abteilung 102 in Faßberg und von 1996 bis 1997 stellvertretender Schwarmführer im Transporthubschrauberregiment 30 in Niederstetten. Pfeifer nahm von 1997 bis 1999 am 40. Generalstabslehrgang Heer an der Führungsakademie der Bundeswehr in Hamburg teil, wo er zum Offizier im Generalstabsdienst ausgebildet wurde.

### Dienst als Stabsoffizier
Für Pfeifer ging es als anschließend als G 3 Op in die Heeresfliegerbrigade 3 nach Mendig. Von April 2001 bis Juli 2002 nahm er am portugiesischen Generalstabslehrgang in Lissabon teil, bevor er Kommandeur Fliegende Abteilung 301 in Niederstetten wurde.
Es folgte eine Verwendung als Referent für militärstrategische Grundlagen im Referat III 2 im Führungsstab der Streitkräfte im Bundesministerium der Verteidigung in Berlin. Von Juni 2006 bis November 2007 war Pfeifer im Allied Rapid Reaction Corps Rear Support Command in Mönchengladbach eingesetzt.
Im Dezember 2007 wurde er Chef des Stabes der Luftbeweglichen Brigade 1 in Fritzlar und ging im September 2009 erneut in den Führungsstab der Streitkräfte des Bundesministeriums der Verteidigung als Referent des Inspekteurs des Heeres im Referat Z. Im Januar 2012 kehrte Pfeifer in das Transporthubschrauberregiment 10 „Lüneburger Heide“ in Faßberg zurück, das er als Kommandeur übernahm.
Im Februar 2015 wurde er Unterabteilungsleiter Fähigkeitsentwicklung im Planungsamt der Bundeswehr in Berlin und von Juli bis Dezember 2016 nahm er am Master-of-Business-Administration-Programm in Militärstrategie der Fundação Getulio Vargas in Rio de Janeiro teil. Anschließend war Pfeifer von Januar 2017 bis März 2018 militärpolitischer Referent der Arbeitsgruppe Verteidigungspolitik der CDU/CSU-Fraktion im Deutschen Bundestag. Danach wurde er, im Dienstgrad Oberst, Gruppenleiter Grundsatz/Grundlagen in der Abteilung Flugbetrieb Heer der Division Spezielle Kräfte.

### Dienst als General
Im April 2019 übernahm Pfeifer den Dienstposten General Flugbetrieb Heer und stellvertretender Divisionskommandeur der Division Schnelle Kräfte von seinem Vorgänger Gert Gawellek, der ins Kommando Heer wechselte. In dieser Verwendung wurde Pfeifer zum Brigadegeneral ernannt. Im Juli 2022 wechselte Pfeifer als Abteilungsleiter J3/J5 in das Einsatzführungskommando der Bundeswehr.

### Auslandseinsätze
Pfeifer nahm an vier Auslandseinsatz der Bundeswehr teil:
- 1993: UNOSOM II, Somalia
- 10/2002 bis 05/2003: KFOR, Prizren, Kosovo
- 09/2006 bis 02/2007: International Security Assistance Force, Afghanistan
- 04/2014 bis 09/2014: Kommodore Einsatzgeschwader Masar-e Scharif, Regionalkommando Nord ISAF, Afghanistan

## Privates
Pfeifer ist verheiratet und hat eine Tochter. Er spricht englisch, portugiesisch und französisch.